# Modèle compact

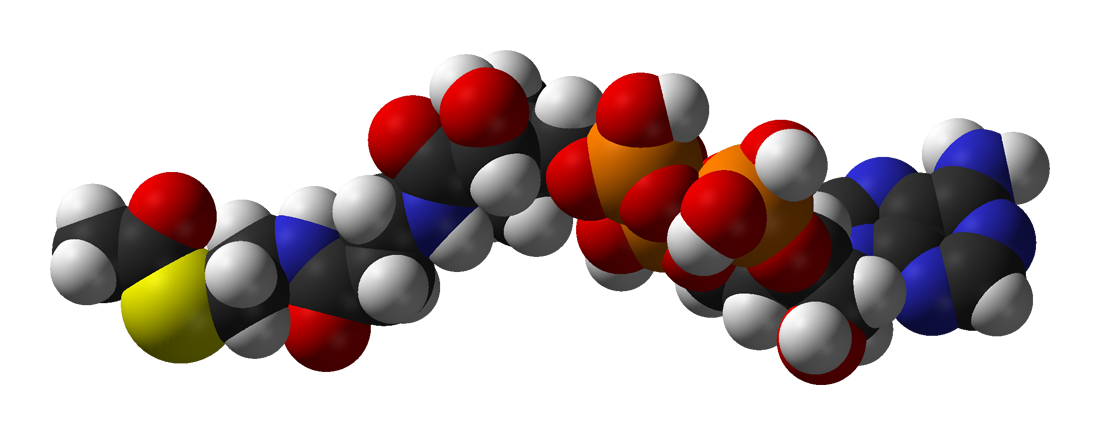
Modèle compact de l'acétyl-CoA, une coenzyme d'activation des groupes acétyle.

En chimie, le modèle compact est un mode de représentation des molécules en trois dimensions dans lequel les atomes sont représentés par des sphères dont le rayon est proportionnel au rayon atomique et dont la distance entre les centres de deux sphères est proportionnelle à la distance entre les noyaux des atomes représentés par ces sphères, toutes ces distances étant reproduites à la même échelle. Les atomes de différents éléments chimiques sont généralement représentés par des sphères de couleurs différentes, chacune de ces couleurs identifiant l'un de ces éléments.

Vue dynamique de la MDMA, une amphétamine présente dans les comprimés d'ecstasy.

Le modèle compact est également appelé modèle CPK en mémoire des chimistes Robert Corey, Linus Pauling et Walter Koltun, qui ont progressivement développé le concept de modélisation des molécules sous une forme exploitable,. Ce modèle se distingue des autres représentations tridimentionnelle, telles que le modèle boule-bâtonnet et les formules topolgiques, par l'utilisation de sphères remplissant les volumes « en taille réelle » pour représenter les atomes. Cela permet de visualiser la forme réelle et les dimensions relatives des molécules ainsi que la forme de la surface moléculaire qu'un conformère donné peut présenter. L'inconvénient de cette représentation est qu'elle masque les liaisons chimiques entre atomes et que les atomes situés en avant-plan masquent ceux situés en arrière plan, ce qui empêche d'appréhender la structure de la molécule dans son ensemble. C'est la raison pour laquelle ces modèles sont généralement utilisés de manière dynamique, surtout lorsqu'il s'agit de représenter des molécules complexes.

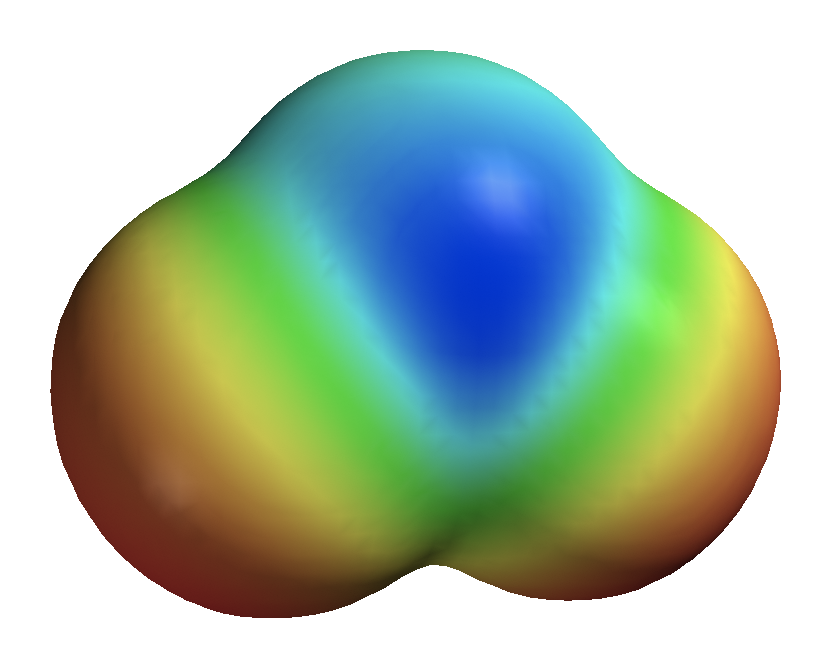
Représentation d'une molécule de dioxyde de soufre dérivée du modèle compact indiquant le potentiel électrostatique de surface par un dégradé de couleurs allant du bleu pour les zones électronégatives au rouge pour les zones électropositive.

Exemples de modèles compacts : deux molécules organiques et un solide cristallin.
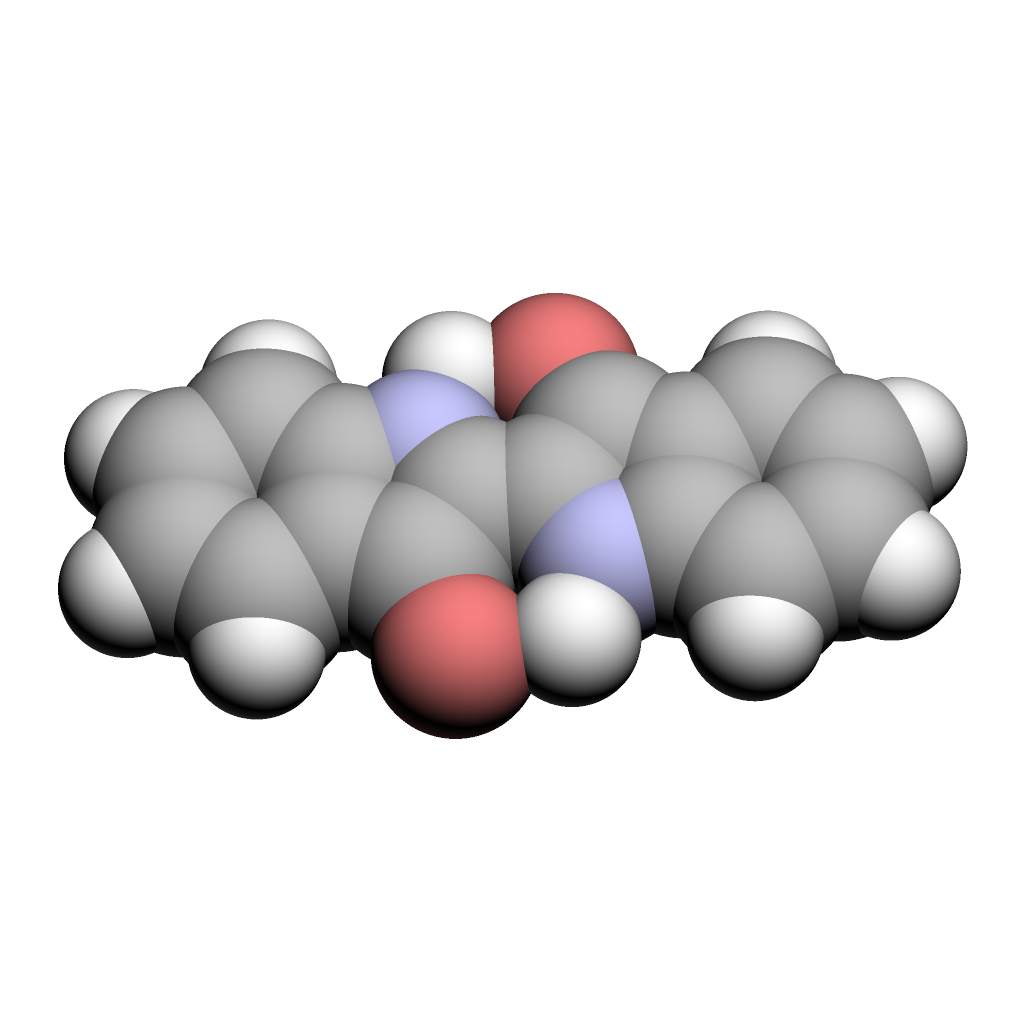
Indigo, une teinture bleue.
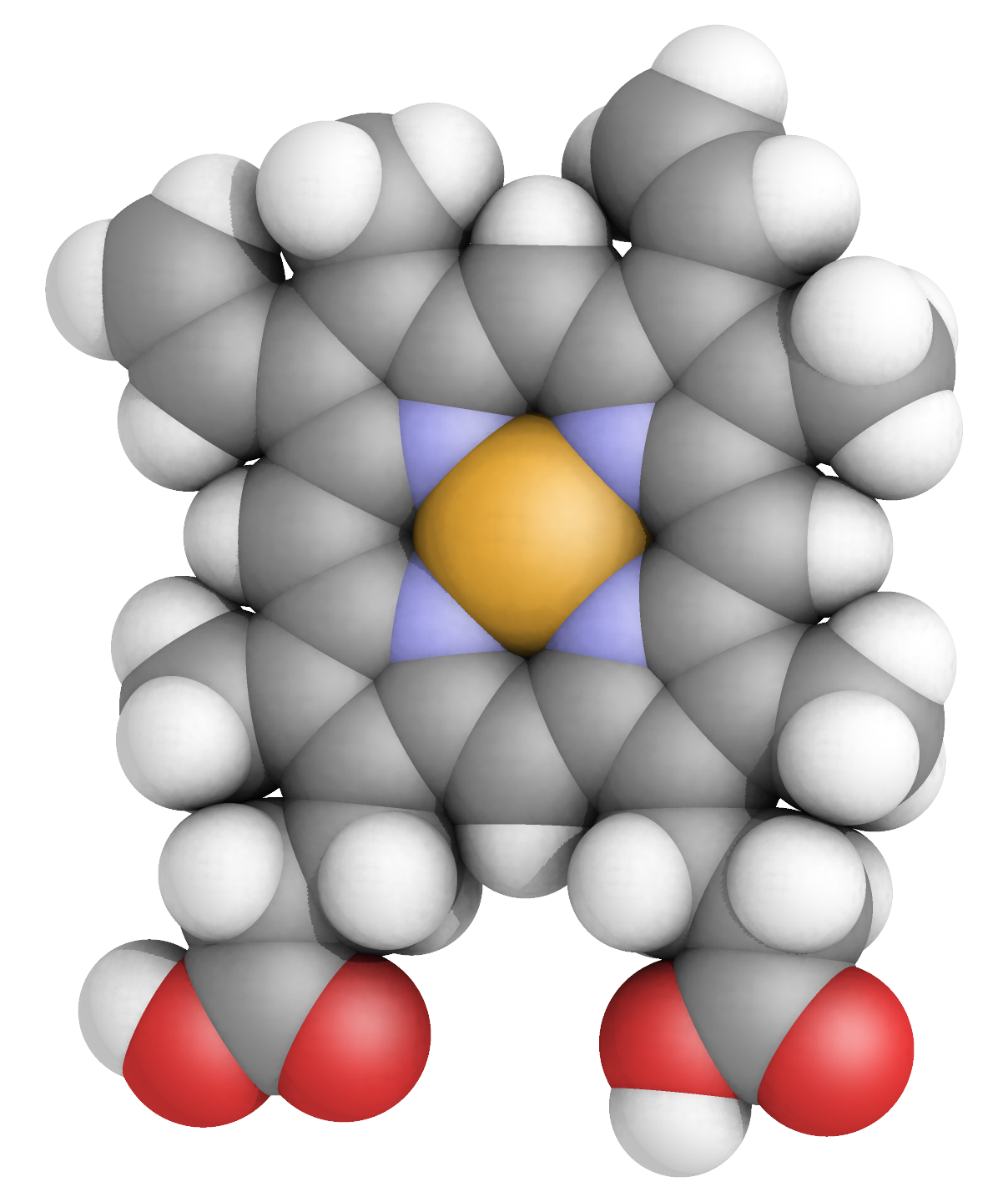
Hème, groupe prosthétique des hémoprotéines.
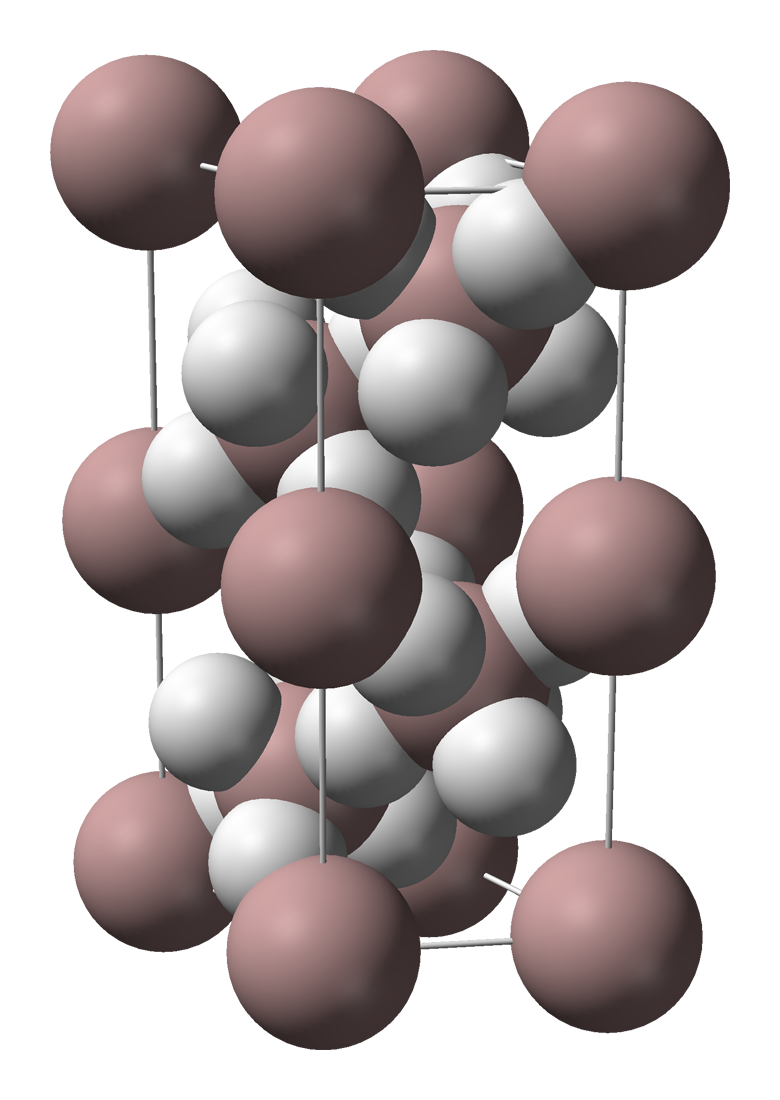
Hydrure d'aluminium, un réducteur utilisé en synthèse organique.

Le code de couleurs CPK attribue une couleur conventionnelle à certains éléments chimiques notables. Ces couleurs ont été choisies pour être facilement associées aux éléments qu'elles représentent. L'hydrogène est ainsi représenté en blanc car il s'agit d'un gaz incolore, le carbone est représenté en noir en référence au charbon, le soufre en jaune comme la couleur du soufre natif, etc. D'autres couleurs sont davantage abstraites, comme l'azote en bleu et l'oxygène en rouge :
| Blanc         | Hydrogène H                                    |
| Noir          | Carbone C                                      |
| Bleu foncé    | Azote N                                        |
| Rouge         | Oxygène O                                      |
| Vert          | Fluor F, Chlore Cl                             |
| Rouge foncé   | Brome Br                                       |
| Violet foncé  | Iode I                                         |
| Cyan          | Gaz nobles He, Ne, Ar, Xe, Kr                  |
| Orange        | Phosphore P                                    |
| Jaune         | Soufre S                                       |
| Pêche, saumon | Bore B, la plupart des métaux de transition    |
| Violet        | Métaux alcalins Li, Na, K, Rb, Cs, Fr          |
| Vert foncé    | Métaux alcalino-terreux Be, Mg, Ca, Sr, Ba, Ra |
| Gris          | Titane Ti                                      |
| Rouille       | Fer Fe                                         |
| Rose          | Autre éléments                                 |